# Караваєво (Дмитровський міський округ)
Карава́єво (рос. Караваево) — присілок у складі Дмитровського міського округу Московської області, Росія.

## Населення
Населення — 14 осіб (2010; 13 у 2002).
Національний склад (станом на 2002 рік):
- росіяни — 100 %